# Manuel Pardo y Sánchez-Salvador
Manuel Pardo Sánchez-Salvador (Madrid, 8 d'abril de 1839 - 15 de desembre de 1896) fou un enginyer espanyol, acadèmic de la Reial Acadèmia de Ciències Exactes, Físiques i Naturals.
En 1855 va ingressar a l'Escola d'Enginyers de Camins, Canals i Ports, on es graduà el 1861 amb excel·lent. Després fou destinat a la construcció de fars a Múrcia i a Prefectura d'Obres Públiques de Foment a Madrid. En 1874 fou nomenat Inspector d'Hisenda i en 1889 Director general interí d'Obres Públiques i d'Agricultura, Indústria i Comerç.
Va treballar en la construcció de la línia de ferrocarril al departament de Tarapacá (Perú) les obres de proveïment d'aigües de Sanlúcar de Barrameda o el projecte de millora del port d'El Puerto de Santa María. També fou durant molts anys professor de l'Escola d'Enginyers, de la que també en fou secretari. En 1894 fou nomenat acadèmic de la Reial Acadèmia de Ciències Exactes, Físiques i Naturals. També va escriure molts articles a la Revista de Obras Públicas.

## Obres
- Materiales de construcción
- Funciones elípticas